# Hydrure de fer
Un hydrure de fer est une espèce chimique de formule FeHx. Cette famille de matériaux est habituellement décrite comme des composés de cations Fex+ liés à des anions H−, ces derniers étant des ions hydrure. Les hydrures de fer ne se rencontrent pas aux conditions normales sur Terre. En revanche, l'hydrogène et le fer étant deux éléments chimiques très abondants dans l'Univers, leur interaction suscite beaucoup d'intérêt. Sous 35 000 atmosphères d'hydrogène, le fer prend la forme de FeHx solide. La molécule FeH a été détectée dans l'atmosphère de naines rouges. La molécule du dihydrure de fer (FeH2) demeure stable à des températures très froides.
Le fer forme de nombreux composés d'hydrures, bien que le fer solide ne réagisse pas avec l'hydrogène aux conditions normales de température et de pression.

## Hydrures de fer binaires solides
L'hydrogène se dissout dans le fer, bien que la proportion n'atteigne que 0,08 % à température ambiante, même sous haute pression. Sous 3,5 GPa d'hydrogène, le fer réagit pour produire FeHx, où x vaut à peu près 1. La réaction est réversible et accompagnée d'une expansion de 17 %. Sous une telle pression, et jusqu'à 31,1 GPa, le fer a une structure cristalline cubique centrée hors la présence de H2. FeHx adopte une structure compacte à double hexagone. La phase au-delà de 14,7 GPa d'hydrogène prend la désignation ɛ', car on voit la même forme cristalline que ɛ-Fe qui se forme au-dessus de 14 GPa.

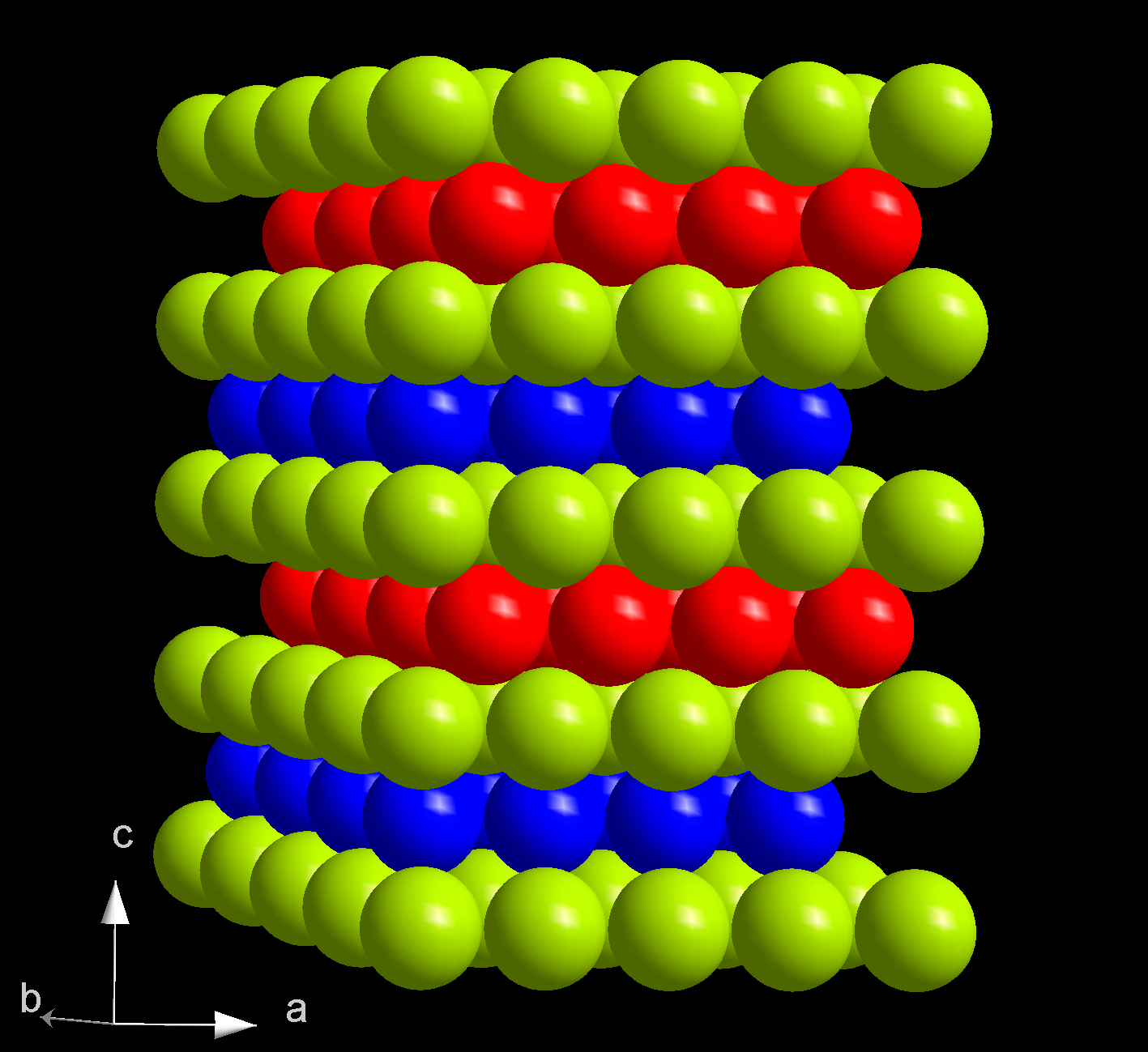
L'arrangement ABAC.

La structure compacte à double hexagone est marquée par des couches d'atomes de fer rangés de façon hexagonale. Les atomes d'hydrogène occupent les cavités octaédriques entre les couches. Les couches de fer prennent la configuration ABAC, où les couches paires A sont superposables mais les couches impaires B et C alternent. L'axe c de la cellule unitaire est 0,87 nm. Chaque hydrogène ajouté agrandit la cellule unitaire d'environ 1,8 Å3 (0,001 8 nm3). La formule chimique correspondant à ce matériau est FeH. Son module d'élasticité isostatique vaut 121 ± 19 GPa, comparé au fer, plus raide, avec un module de 160 GPa. Cet écart signifie qu'à 3,5 GPa, FeH a un volume inférieur de 51 % au mélange d'hydrogène et de fer qui le forme.
Le solide de FeHx de structure compacte à double hexagone apparaît métallique et conduit l'électricité, bien que sa résistivité soit supérieure à celle du fer, et décroît jusqu'à un niveau minimum à 8 GPa. Au-dessus de 13 GPa, la résistivité augmente avec la pression. Aux pressions inférieures à 32 GPa, le matériau est aimanté.
La vitesse de l'onde de compression dans le FeHx augmente alors que la pression augmente : à 10 GPa elle est de 6,3 km/s, à 40 GPa de 8,3 km/s, à 70 GPa de  9 km/s. La vitesse du son importe, puisqu'elle offre un des seuls moyens pour sonder le cœur de la Terre.
À des pressions plus élevées, il se forme une structure cristalline cubique à faces centrées. Celle-ci est stable de 19 à plus de 68 GPa, et à des températures de 1 600 K elle se forme à 30 GPa.

## Solution métallique solide
À des pressions inférieures à 3,5 GPa, à laquelle se forme l'hydrure, seule une petite quantité d'hydrogène se dissout dans le fer. Toutefois, des pressions variables rendent le fer cassant et prédisposé à craquer à cause de l'expansion de fentes et de failles dans le solide. À la pression atmosphérique, on observe que seule une fraction de 1 ppm d'hydrogène pénètre dans le fer solide à température ambiante. À son point de fusion, le fer peut absorber 10−3 parties d'hydrogène.

## Liquide
FeH x fond à des températures sensiblement plus basses que le fer pur.
| GPa  | K    |
| 7.5  | 1150 |
| 10   | 1473 |
| 11.5 | 1448 |
| 15   | 1538 |
| 18   | 1548 |
| 20   | 1585 |

## Molécules

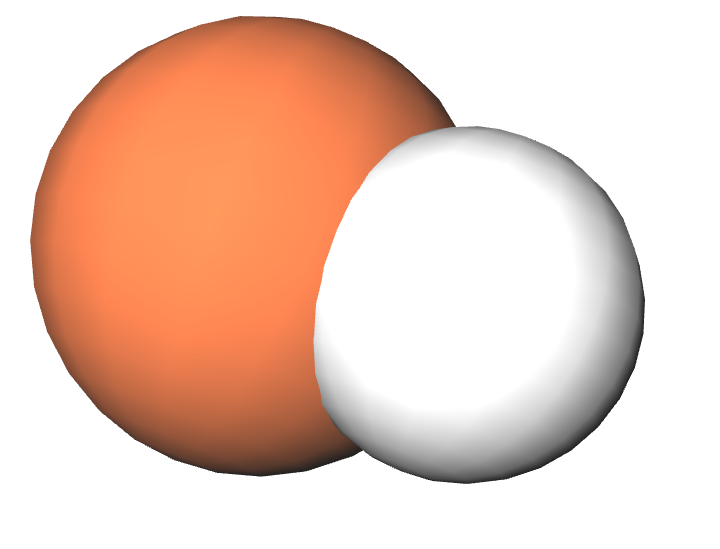
Maquette de FeH

À des températures élevées, le fer et l'hydrogène gazeux peuvent former la molécule FeH, un radical. Son énergie de dissociation de liaison est de 1,63 eV. On peut déceler cette molécule grâce à un spectromètre, et son spectre peut être étudié pour estimer son champ magnétique et, grâce à la polarimétrie, on peut déterminer la distribution du champ magnétique des étoiles.
Aux années 1950s, B. Kleman et L. Åkerlind furent les premiers à détecter FeH, l'ayant produit dans un fourneau de type King. Ils remarquèrent un pic de bande spectrale proche de l'infrarouge, à 989,6 nm. Ce spectre était publié plus tard par L. Klynning et B. Lindgren en 1973. En 1972, on nota des raies de FeH dans le spectre solaire bleu-vert. Ils produisirent des spectres de FeH en réchauffant du fer à 2 600 K dans une atmosphère d'hydrogène diluée. Ils trouvèrent des raies spectrales vers le bleu entre 470  et   502,5 nm et vers le vert entre 520  et   540 nm. Ils essayèrent également avec FeD (D étant le deutérium) qui révéla des raies spectrales en plusieurs endroits. Beaucoup des raies d'absorption du spectre solaire pouvaient être attribuées au FeH.
En évaporant du fer avec un laser dans une atmosphère d'hydrogène et d'argon, avant de le condenser sur une surface solide en argon, on a pu produire des molécules de FeH2 et FeH3, en plus de molécules de FeH. FeH2 aurait une structure InChi de la forme 1S/Fe.2H/q+2;2*-1.
FeH a été produit en tant que molécules uniques par la décomposition de 57Co projeté dans de l'hydrogène solide. La spectroscopie Mössbauer révéla une dérive isomérique de 0,59 mm·s-1. De plus, FeH se forme par l'interaction entre la vapeur du pentacarbonyle de fer et l'hydrogène atomique dans une décharge de micro-ondes.

### Niveaux énergétiques
Les électrons extérieurs de la molécule peuvent gagner de l'énergie pour atteindre un état électronique alternatif. Les états énergétiques supérieurs peuvent varier leur énergie selon l'orientation des moments cinétiques intrinsèques (spin) des électrons.